# Red Planet (新居昭乃のアルバム)
『Red Planet』（レッド・プラネット）は2012年4月25日にリリースされた新居昭乃の6枚目のオリジナルアルバム。「ソラノスフィア」から3年ぶり、「Blue Planet」と同時リリースされたオリジナルアルバム。

## 収録曲
1. ハロー、ハロー
作詞：新居昭乃 / 作曲：保刈久明・新居昭乃 / 編曲：保刈久明
2. Magic Garden
作詞・作曲：新居昭乃 / 編曲：保刈久明
3. Fly me above
作詞・作曲：新居昭乃 / 編曲：保刈久明
4. ビーズ
作詞：新居昭乃 / 作曲：保刈久明・新居昭乃 / 編曲：保刈久明
5. 喜びの竪琴
作詞：新居昭乃 / 作曲・編曲：保刈久明
6. フォロー・ミー
作詞：新居昭乃 / 作曲：新居昭乃・保刈久明 / 編曲：保刈久明
初出：「花のかたち」（2001年2月21日）
7. 金の波 千の波
作詞：新居昭乃 / 作曲：新居昭乃・保刈久明 / 編曲：保刈久明
初出：「金の波 千の波」（2008年1月23日）
テレビアニメ「ARIA The ORIGINATION」エンディングテーマ
8. Airplane
作詞・作曲：新居昭乃 / 編曲：保刈久明
初出：「懐かしい宇宙」（2004年8月4日）
9. Aquarium on the moon
作詞・作曲：新居昭乃 / 編曲：保刈久明
10. Ekleipsis
作詞・作曲：新居昭乃 / 編曲：保刈久明
初出：「蜜の夜明け」(2009年8月5日）
11. 灰色の雨
作詞：新居昭乃 / 作曲Rasmus Faber・新居昭乃 / 編曲：Rasmus Faber、strings arrangement：保苅久明
12. Our children's rain song
作詞：クリス・モズデル / 作曲：新居昭乃 / 編曲：保刈久明
13. 虹
作詞：新居昭乃 / 作曲：新居昭乃・保刈久明 / 編曲：新居昭乃
映画「西の魔女が死んだ」エンディングテーマ。手嶌葵歌唱曲のセルフカバー。
14. Happiness is here
作詞：Oniki Yuji / 作曲：Oniki Yuji / 編曲：保刈久明